# Aulo Cornélio Palma Frontoniano
Aulo Cornélio Palma Frontoniano (em latim: Aulus Cornelius Palma Frontonianus; m. 118) foi um senador e general romano da gente Cornélia eleito cônsul duas vezes, a primeira em 99 com Quinto Sósio Senécio e a segunda em 109 com Públio Calvísio Tulo Rusão. Era oriundo de Volsínios, na Etrúria.

## História
Seu primeiro posto conhecido foi o de legado na Ásia em algum momento durante o reinado de Domiciano (r. 81-96). Depois, Frontoniano comandou uma legião entre 94 e 97 e foi eleito cônsul logo depois, em 99. No mesmo ano, Cornélio Palma foi para a Hispânia para assumir o posto de governador da Hispânia Citerior entre 101 e 102. Foi em seguida governador da província da Síria entre 104/105 e 108 e liderou a anexação do Reino da Nabateia (106), que deu origem à província imperial da Arábia Pétrea. Por suas vitórias na Síria e no Egito e pela condução das legiões da Judeia na anexação, Frontoniano foi homenageado com a ornamenta triumphalia e uma estátua de bronze sua foi colocada no Fórum Romano. Por conta disto, Karl Strobel sugere que ela não aconteceu sem luta. É possível que Frontoniano tenha sido o responsável também pela quinta aclamação imperial de Trajano, iniciada por seus homens e aceita pelo imperador. Em 109, foi eleito cônsul ordinário novamente, uma honra extremamente rara.
Por ordem do Senado Romano, Cornélio Palma e outros supostos conspiradores foram executados, entre eles Publílio Celso, cônsul em 102 e 113, Caio Avídio Nigrino, cônsul em 110 e governador da Dácia, e Lúsio Quieto, um dos principais generais de Trajano e legado imperial da Judeia por suspeitas de atentado à vida do novo imperador ou de aspirarem ao trono. Adriano, que estava na Síria, negou ter ordenado as execuções destes quatro influentes senadores da época de Trajano; é possível que Públio Acílio Aciano, o prefeito pretoriano na época, tenha sido o mandante. O fato é que os assassinatos prejudicaram muito a popularidade de Adriano, que dispensou Aciano indiretamente admitindo-o no Senado sabendo que a posição de prefeito era reservada a equestres.